# Belle de jour – dagfjärilen
Belle de jour – dagfjärilen (originaltitel: Belle de jour) är en fransk-italiensk dramafilm från 1967 i regi av Luis Buñuel. Den är en filmatisering av Joseph Kessels roman Bella donna (original: Belle de jour) från 1929, som blev en skandalsuccé när den gavs ut. Filmen hade svensk premiär den 18 september 1967.
Filmen blev Buñuels största publikframgång och belönades med bland annat Guldlejonet vid Filmfestivalen i Venedig.
År 2006 regisserade Manoel de Oliveira en fristående uppföljare, Belle Toujours.

## Handling
Séverine (Catherine Deneuve) är en ung vacker hemmafru, gift med en läkare (Jean Sorel). Hon börjar arbeta på en bordell under namnet "Belle de jour" (dagfjärilen). Hon kan bara arbeta till klockan 17:00 på eftermiddagen; sedan måste hon hem för att ta emot sin intet ont anande make. Men komplikationer uppstår när den unge gangstern Marcel (Pierre Clémenti) vill ha Belle för sig själv.

## Rollista
- Catherine Deneuve – Séverine Serizy, "Belle de jour"
- Jean Sorel – Pierre Serizy
- Michel Piccoli – Henri Husson
- Geneviève Page – Madame Anaïs
- Pierre Clémenti – Marcel
- Françoise Fabian – Charlotte
- Macha Méril – Renée
- Maria Latour – Mathilde
- Marguerite Muni – Pallas
- Francis Blanche – Monsieur Adolphe
- François Maistre – The professor
- Georges Marchal – Duke
- Francisco Rabal – Hyppolite